# Scirpophaga praelata
Scirpophaga praelata là một loài bướm đêm trong họ Crambidae.